# Ram It Down
Pour les articles homonymes, voir RAM.
Albums de Judas Priest
Priest... Live!
(1987) Painkiller
(1990)
Singles
1. Johnny B. Goode
Sortie : 1988
2. Ram It Down
Sortie : 1988

Ram It Down est le onzième album du groupe de heavy metal traditionnel britannique Judas Priest. Il est sorti le 17 mai 1988 sur le label CBS Records en Europe et Columbia Records en Amérique du Nord et fut produit par Tom Allom. Une version remasterisée agrémentée de deux titres live est sortie en 2001.

## Historique
En 1986, le groupe avait l’intention d’enregistrer un double album dont le nom devait être Twin Turbos. Ce dernier devait se composer d’une partie avec des morceaux au son plus commercial, et l’autre moitié des chansons dans le même esprit mais plus dures et sans synthétiseur. Cependant les labels musicaux étant réticents envers les doubles albums, il y eut deux albums distincts, et la deuxième partie de Twin Turbos a servi pour le second : Ram It Down. Bien qu’il n’ait pas capté l’attention du public metal habituel, des éléments comme un jeu de batterie plus technique, une vitesse d’exécution de la musique plus élevée, et les thèmes de la science-fiction préfigurèrent le retour à une forme plus classique de heavy metal pour l’album suivant : Painkiller. 
Le groupe a fait sur cet album une reprise de Johnny B. Goode de Chuck Berry, qui fut d’ailleurs le premier single tiré de cet album. Il sera aussi utilisé pour la bande son du film Johnny Be Good.
Ce fut également ce disque qui marqua la fin de la collaboration avec le batteur Dave Holland et le producteur Tom Allom, mais aussi le début de celle avec le dessinateur Mark Wilkinson, pour les pochettes.
Cet album se classa à la 31e place du Billboard 200 aux États-Unis et à la 24e place des charts britanniques. Il sera certifié disque d'or au Canada et aux États-Unis.
Pour cet album et la tournée mondiale qui suit, Judas Priest renoue avec son célèbre look chaines, clous et cuir noir qu'il avait laissé de côté pour l'album précédent et sa tournée promotionnelle.

## Liste des titres
- Tous les titres sont signés par K. K. Downing, Glenn Tipton et Rob Halford sauf indication.

1. Ram It Down : 4:48
2. Heavy Metal : 5:58
3. Love Zone : 3:58
4. Come and Get It : 4:07
5. Hard as Iron : 4:09
6. Blood Red Skies : 7:50
7. I'm a Rocker : 3:58
8. Johnny B. Goode (Chuck Berry) : 4:39
9. Love You to Death : 4:36
10. Monsters of Rock : 5:30

Réédition de 2001 :
1. Night Comes Down (live at Long Beach Arena, Californie, 5 mai 1984) : 4:33
2. Bloodstone (live at Mid-South Coliseum, Memphis, Tennessee, 12 décembre 1982) : 4:05

## Musiciens
- Rob Halford : chant
- K. K. Downing : guitare rythmique et solo
- Glenn Tipton : guitare rythmique et solo
- Ian Hill : basse
- Dave Holland : batterie

## Charts et certifications
| Pays        | Durée du classement | Meilleur classement |
| ----------- | ------------------- | ------------------- |
| Allemagne   | 15 semaines         | 9e                  |
| Australie   | 1 semaine           | 43e                 |
| Autriche    | 8 semaines          | 14e                 |
| Canada      | 13 semaines         | 30e                 |
| États-Unis  | 19 semaines         | 31e                 |
| Norvège     | 7 semaines          | 5e                  |
| Pays-Bas    | 4 semaines          | 25e                 |
| Royaume-Uni | 5 semaines          | 24e                 |
| Suède       | 5 semaines          | 5e                  |
| Suisse      | 7 semaines          | 8e                  |

| Pays       | Certification | Ventes    | Date       |
| ---------- | ------------- | --------- | ---------- |
| Canada     | Or            | 50 000 +  | 29/06/1988 |
| États-Unis | Or            | 500 000 + | 18/07/1988 |

Charts singles
| Année | Single         | Chart                  | Durée du classement | Position |
| ----- | -------------- | ---------------------- | ------------------- | -------- |
| 1988  | Johnny B Goode | Mainstream Rock Tracks | 1 semaine           | 47e      |
| 1988  | Johnny B Goode | UK Singles Chart       | 2 semaines          | 64e      |